# Мурманск (локомотивное депо)
Эксплуатационное локомотивное депо Мурманск ТЧЭ-28 — локомотивное депо в Мурманске. Эксплуатируемый парк состоит исключительно из тепловозов, задействованных в грузовой и маневровой работе. Локомотивными бригадами депо обслуживаются пассажирское, грузовое, передаточно-вывозное и хозяйственное движения в 3-х основных направлениях: Мурманск — Кандалакша, Кола — Никель, Мурманск — Ваенга.
Структурное подразделение Октябрьской дирекции тяги.
Расположено в центральной части станции Мурманск, по адресу: г. Мурманск, Портовый Проезд 48.

## История

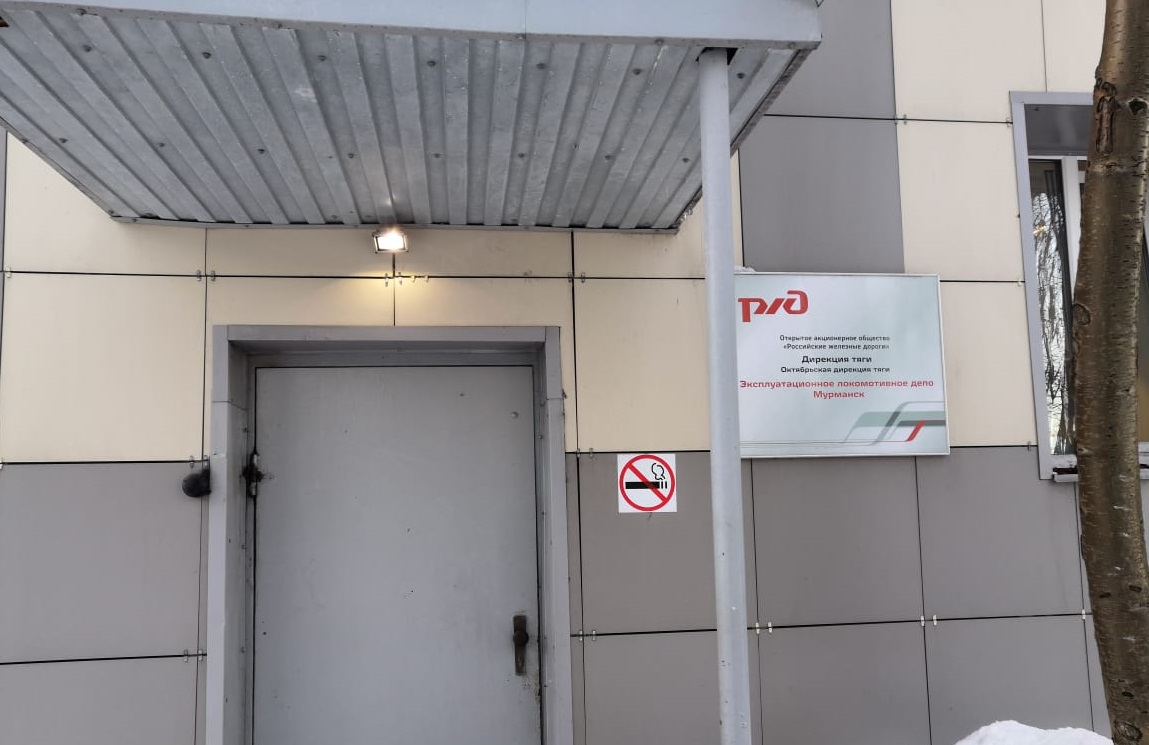
Вход в административное здание

Локомотивное депо Мурманск является преемником старейшего градообразующего предприятия г. Мурманска — паровозного депо станции Романов на Мурмане. Официальной датой образования депо считается 5 декабря 1916 года.
Локомотивное депо Мурманск обеспечивало перевозки и в тяжелейшие военные годы, и в мирные дни — обслуживая незамерзающий порт стратегического значения — базы Северного флота.

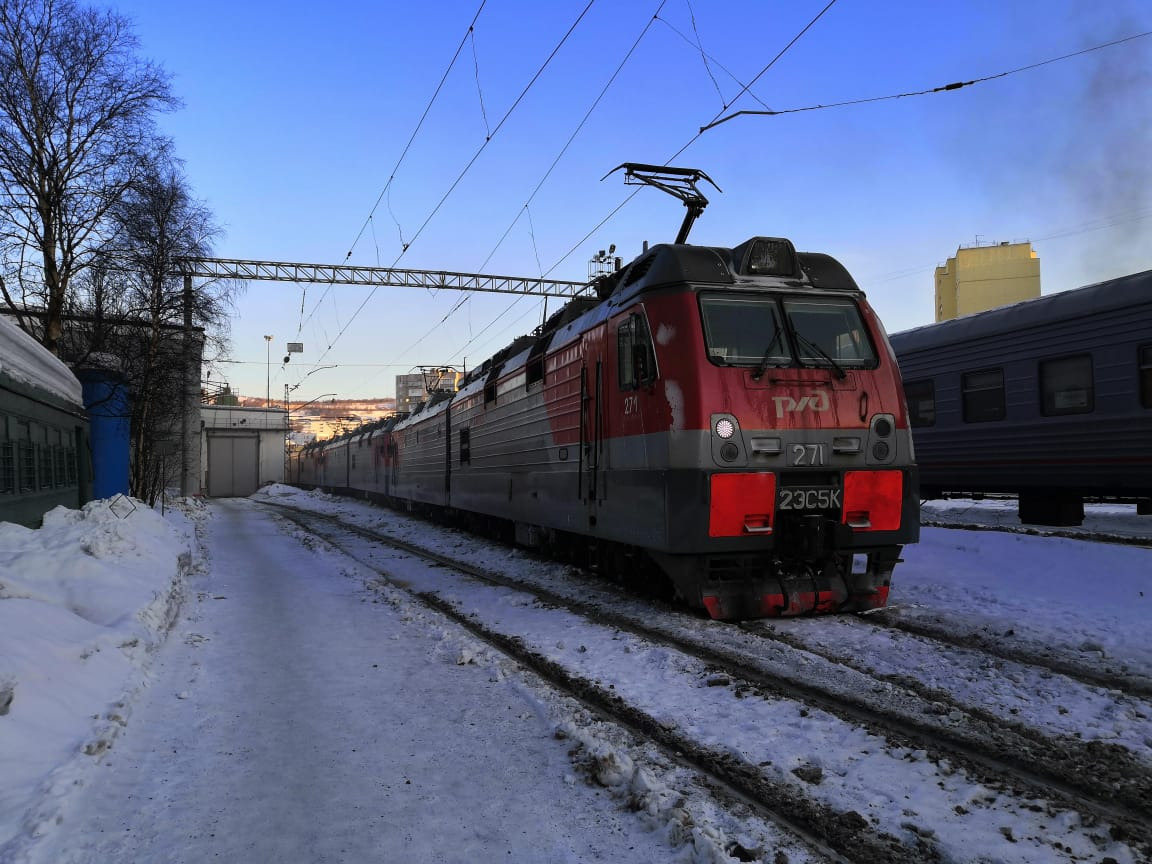
Электровоз 2ЭС5К

За героизм и мужество в годы войны 68 работников награждены орденами и медалями Советского Союза и 397 медалью «За оборону Советского Заполярья».
В послевоенные годы в приписном парке депо Мурманск присутствовали тепловозы ТЭ3, ТЭП60, электровозы ЧС2, мотор-вагонные секции ЭР. Впоследствии на смену им пришли тепловозы ТЭМ2, М62, 2М62, ТЭМ7, электровозы ЧС2Т. В 2001 году в связи с переводом участка Мурманск — Лоухи с постоянного тока на переменный электровозы ЧС2Т переданы в локомотивное депо Санкт-Петербург. В грузовом движении стали работать электровозы ВЛ-80.
В 1956 г. коллектив депо занесен в Книгу Почета и Трудовой Славы Октябрьской магистрали.

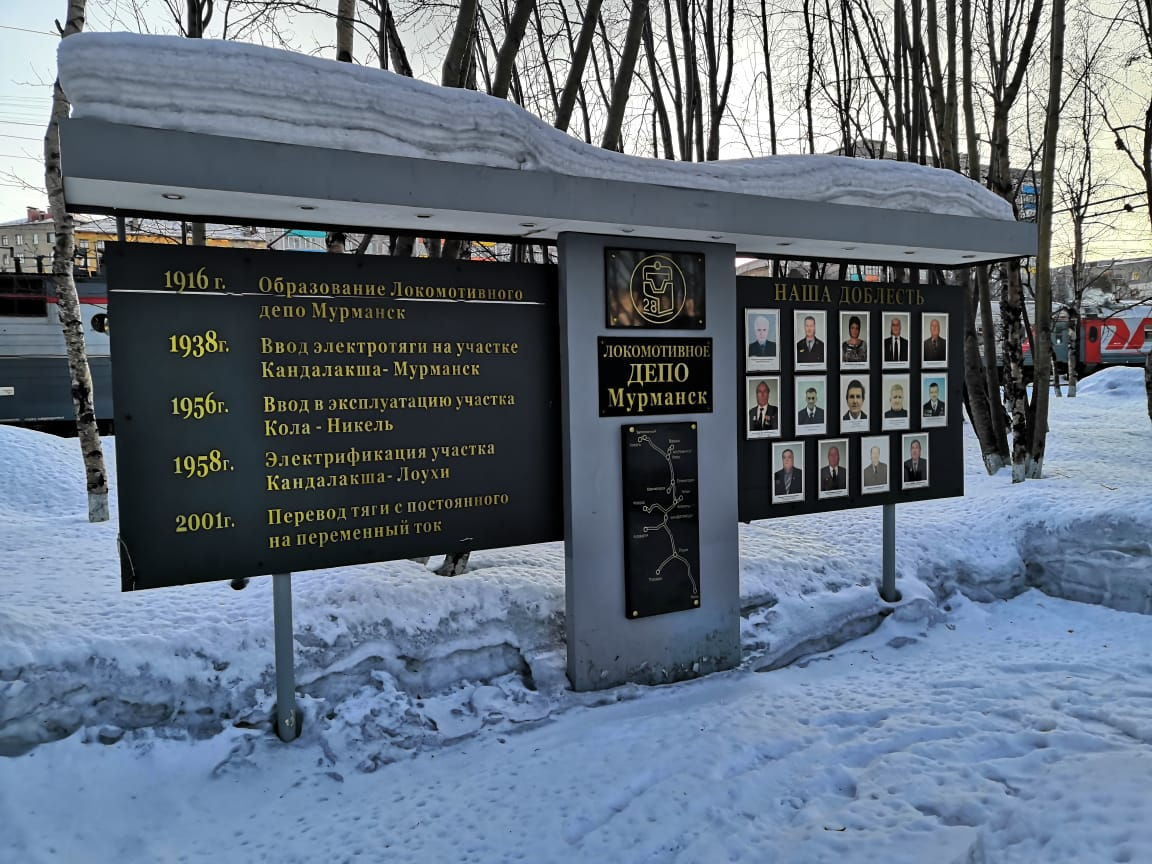
Мемориальная доска в локомотивном депо Мурманск

17 декабря 1964 года коллективу депо присвоено звание «Коллектив коммунистического труда» с вручением знамени и Диплома руководства и Дорпрофсожа Октябрьской железной дороги.
В июне 1973 г. маневровые тепловозы ТЭМ-2 переведены на работу «в одно лицо».
В 1975 г. и 1977 г. коллектив депо занесен в Книгу Почета Мурманской области.
В 1983 году коллектив депо был награждён Дипломом III-ей степени ВДНХ СССР. Семь наиболее активных рационализаторов депо награждены медалями ВДНХ. В 1988 году работнику депо Козлову Б. С. впервые за всю историю депо присвоено почётное звание «Заслуженный рационализатор РСФСР», а три года спустя в 1991 году такого же звания был удостоен ещё один работник депо Шмаков И. А.
Локомотивный парк депо обслуживает весь Мурманский, а также Петрозаводский регион.
В депо постоянно реализуются проекты, позволяющие оптимизировать работу, для повышения эффективности использования локомотивов и локомотивных бригад и в 2016 году предложение по изменению технологии маневровой работы депо по станциям Заполярная и Никель выиграло на конкурсе «Лучшее технологическое решение по использованию маневровых тепловозов» с вручением приза — нового тепловоза.
С 2011 года коллективом депо не было допущено ни одного случая события, а также с 2014 года ежегодно снижается количество отказов технических средств.
В настоящее время, все электровозы переданы в ТЧ-5 (Кандалакша), а локомотивное депо Мурманск сейчас является тепловозным.

## Эксплуатируемые серии локомотивов
На начало 2020 года основу инвентарного парка депо составляют маневровые тепловозы ТЭМ2/ТЭМ18ДМ, а также тепловозы серий М62, ДМ62, 2М62, ТЭМ7, ТЭМ7А.